# 埼玉県企画財政部
埼玉県企画財政部（さいたまけんきかくざいせいぶ）は、埼玉県に置かれている知事直轄の部局である。

## 概要
県の施策の総合的な企画立案、議会及び予算、行政改革の推進、情報通信技術の総合的企画、市町村や地域の振興、土地利用及び水利用に係る企画調整、交通体系の整備などの事務を所掌している。

## 組織
- 企画総務課
  - 広域調整・基地対策担当
  - 地方分権・政府要望担当
- 行政・デジタル改革課
  - 官民連携・行政改革担当
  - 行政管理担当
  - DX推進担当
- 計画調整課
  - 総括担当
  - 地方創生担当
  - 計画担当
  - 評価担当
  - SDGs担当
埼玉版SDGsの推進に関すること
- 財政課
  - 総務担当
  - 予算総括担当
歳入総括、財源確保、執行基準、予算編成通知、予算議案に関すること。中期財政収支試算、収支改善方策に関すること。予算編成システムに関すること
  - 議会担当
  - 調査・条例担当
  - 交付税担当
  - 県債担当
  - 民間資金担当
  - 債権管理担当
- 情報システム戦略課
  - 企画・セキュリティ担当（企画担当）
  - 企画・セキュリティ担当（セキュリティ担当）
  - 業務システム最適化推進担当
  - 業務効率化推進担当
  - 県民サービス・システム共同化担当
  - 住基ネット・マイナンバー担当
- 地域政策課
  - 総務・自治連携担当（総務）
  - 総務・自治連携担当（自治連携）
  - 地域振興担当（地域企画）
  - 地域振興担当（ふるさと創造資金）
- 市町村課
  - 総務・市町村人材交流担当
  - 行政担当
市町村の一般行政の支援に関すること。市町村に係る地方自治法及び地方独立行政法人法の規定に基づく許認可等（他の機関において所掌するものを除く。）に関すること。市町村の人事及び給与の管理の支援に関すること
  - 選挙担当
  - 税政担当
市町村の税政の支援に関すること
  - 交付税担当
  - 財政担当
  - 公営企業担当
- 土地水政策課
  - 総務・国土調査担当
  - 土地政策担当【国土利用計画法】
  - 土地政策担当【地価調査】
  - 見沼田圃・三富地域担当
  - 水計画調整担当
  - 水源地域対策担当
- 交通政策課
  - 交通企画・バス担当
バス、航空及び水上交通に関すること。公共交通の利用促進に関すること
  - 鉄道担当
  - 調査計画・3セク線担当